# Кубок Угорщини з футболу 1930—1931
Кубок Угорщини з футболу 1930–1931 — 13-й розіграш турніру, переможцем якого вперше у своїй історії став клуб «Керюлеті». 

## Чвертьфінали
| Переможці     | Рахунок | Переможені  |
| ------------- | ------- | ----------- |
| «Ференцварош» | 6:1     | «Уйпешт»    |
| «Бочкаї»      | 3:2     | «Татабанья» |
| «Хунгарія»    | +:-     | «Керюлеті»  |
| «Керюлеті»    | 4:2     | БСКРТ       |

## Півфінали
| Переможці     | Рахунок | Переможені |
| ------------- | ------- | ---------- |
| «Ференцварош» | 6:3     | «Хунгарія» |
| «Керюлеті»    | 2:1     | «Бочкаї»   |

## Фінал
| 25 травня 1931 |

| «Керюлеті»                 | 4 — 1 | Ференцварош»     |
| -------------------------- | ----- | ---------------- |
| Зілаї 4' 22' 75' Дьорі 80' |       | Штейнер 58' (аг) |

| Юлльої уті, Будапешт Глядачів: 3000 Арбітр: Густав Чардаш |

| «Керюлеті»  |                         |
|             |                         |
| ВР          | Режьо Сулік             |
| ЗХ          | Ігнац Вернер            |
| ЗХ          | Шандор Біро             |
| ПЗ          | Янош Штейнер            |
| ПЗ          | Лайош Лутц              |
| ПЗ          | Тіварад Кірай           |
| НП          | Ласло Феньвеші          |
| НП          | Габор Борбелі           |
| НП          | Паль Зілаї              |
| НП          | Йожеф Дьорі             |
| НП          | Бела Дрошлер-Дьомотьор. |
| Тренер:     |                         |
| Імре Шенкей |                         |

| «Ференцварош» |               |
|               |               |
| ВР            | Ігнац Амшель  |
| ЗХ            | Лайош Кораньї |
| ЗХ            | Лайош Папп    |
| ПЗ            | Карой Фурманн |
| ПЗ            | Мартон Букові |
| ПЗ            | Дьюла Лазар   |
| НП            | Міхай Танкош  |
| НП            | Геза Тольді   |
| НП            | Дьордь Шароші |
| НП            | Йожеф Турай   |
| НП            | Вільмош Кохут |
| Тренер:       |               |
| Золтан Блум   |               |